# Corneliu Oros
Corneliu Oros, né le 5 mars 1950 à Oradea en Roumanie, est un joueur de volley-ball roumain. 

## Carrière
Corneliu Oros participe aux Jeux olympiques de 1980 à Moscou et remporte la médaille de bronze avec l'équipe roumaine composée de Marius Căta-Chițiga, Laurențiu Dumănoiu, Günther Enescu, Dan Gîrleanu, Sorin Macavei, Viorel Manole, Florin Mina, Valter Chifu, Nicolae Pop, Constantin Sterea et Nicu Stoian.